# Breitenbach (Eichsfeld)
Breitenbach is een dorp in de Duitse gemeente Leinefelde-Worbis in  Thüringen. De gemeente maakt deel uit van het Landkreis Eichsfeld. Breitenbach wordt voor het eerst vermeld in een oorkonde uit 1227. In 2004 fuseerde de toen nog zelfstandige gemeente Breitenbach met Leinefelde en Worbis.
Beuren · Birkungen · Breitenbach · Breitenholz · Hundeshagen · Kallmerode · Kaltohmfeld · Kirchohmfeld · Leinefelde · Wintzingerode · Worbis